# 坂内三夫
坂内 三夫（ばんない みつお、1947年9月25日 - ）は、日本の社会運動家。全国労働組合総連合（全労連）元議長。

## 経歴
新潟県南蒲原郡下田村（現三条市）生まれ。中学校卒業後、集団就職で上京。1968年、定時制高校を卒業。中野共立病院に就職、労働組合で青年部長・書記長・委員長を歴任。中野区労協事務局長として革新区政誕生に関わった。
1981年より、東京地方医療労働組合連合会専従。1984年、日本医療労働組合協議会（現日本医療労働組合連合会、医労連）専従。1987年、日本医療労働組合連合会初代書記長。
1998年7月の全国労働組合総連合（全労連）大会で事務局長に選任された。2006年7月-2008年7月、全労連議長。